# Тремембе (язык)
Тремембе (Teremembé, Tremembé) — мёртвый неклассифицированный язык, на котором раньше говорил народ тремембе, который проживает на атлантическом побережье в городе Альмофала, в 150 км к северо-западу от муниципалитета Форталеза, в муниципалитете Итарема штата Сеара в Бразилии. Народ тремембе были описаны как племя "тапуя", то есть не часть преобладающих групп тупи-гуарани из побережий. Тем не менее, вполне вероятно, что они заимствовали много слов от взаимодействия со своими соседями - тупи. В настоящее время народ тремембе говорит на португальском языке.